# هيئة الأدب والنشر والترجمة
هيئة الأدب والنشر والترجمة هي هيئة حكومية سعودية تأسست في فبراير 2020، ومقرها في العاصمة الرياض. تهدف الهيئة لتنظيم صناعة النشر وتهيئة البيئة الإبداعية والتدريب وخلق فرص الاستثمار في هذه المجالات.

## الخلفية
في عام 2019 أعلن الأمير بدر بن عبد الله الفرحان وزير الثقافة عن 27 مبادرة ستتبناها وزارة الثقافة، والتي شملت تأسيس مجمع الملك سلمان العالمي للغة العربية، إنشاء صندوق التنمية الثقافي، إطلاق برنامج الابتعاث الثقافي، وتطوير المكتبات العامة، وإقامة مهرجان البحر الأحمر السينمائي الدولي، وغيرها. وتنتمي هذه المبادرات إلى 16 قطاعاً ثقافياً تخدمها الوزارة وهي: اللغة، والتراث، والكتب والنشر، والموسيقى، والأفلام والعروض المرئية، والفنون الأدائية، والشعر، والمكتبات، والمتاحف، والتراث الطبيعي، والمواقع الثقافية والأثرية، والطعام وفنون الطهي، والأزياء، والمهرجانات والفعاليات، والعمارة والتصميم الداخلي والمدينة الإعلامية السعودية.

## مجلس الإدارة
- تمتد عضوية مجلس الإدارة لثلاث سنوات قابلة للتجديد، على أن يعقد اجتماعاته أربع مرات في العام أو كلما دعت الحاجة. ويتولى المجلس إصدار القرارات اللازمة لتحقيق أهداف الهيئة، وفق صلاحياته، ويشرف على تنفيذ استراتيجياتها، ويقر السياسات المتعلقة بنشاطها، واللوائح والأنظمة والإجراءات الداخلية والفنية وجميع الخطط والبرامج التي تسير أعمالها.
- في 8 يوليو 2020 م، أعلنت وزارة الثقافة عن تشكيل مجلس إدارة هيئة الأدب والنشر والترجمة برئاسة الأمير بدر بن عبد الله بن فرحان وزير الثقافة، وعضوية كل من نائب وزير الثقافة الأستاذ حامد بن محمد فايز نائباً لرئيس المجلس، والدكتور سعد بن عبد الرحمن البازعي عضواً، والدكتور حمزة بن قبلان المزيني عضواً، والدكتورة عزيزة بنت عبد العزيز المانع عضواً، والدكتور خالد بن أحمد الرفاعي عضواً، والأستاذ محمد بن عبد الله السيف عضواً.[6]
- وفي 7 مارس 2024 أعيد تشكيل مجلس الإدارة وضم الدكتور حسام بن عبدالوهاب زمان، والدكتورة كوني جو ميتشل، والدكتور سعد بن عبد الرحمن البازعي، والدكتور خالد بن أحمد الرفاعي، والدكتورة عزيزة بنت عبدالعزيز المانع.[7]
- في 18 نوفمبر 2024م الدكتور عبد اللطيف بن عبد العزيز الواصل رئيساً تنفيذياً لهيئة الأدب والنشر والترجمة، خلفاً للدكتور محمد حسن علوان.[8]

## مبادرات هيئة الأدب

### مبادرة الأدب في كل مكان
الهدف من هذه المبادرة توفير المحتوى الأدبي لجميع أفراد المجتمع في الأماكن العامة وصالات الانتظار، عبر وسائط مقروءة ومسموعة، تستند إلى عامل الاستدامة وتخدم القطاعين الخاص وغير الربحي.
وأوضحت الهيئة أن المبادرة تتضمن مسارين رئيسيين، أولهما «ق. ق.» لتقديم القصة القصيرة للجمهور العام بطريقة مبتكرة من خلال إتاحة منصة القصص القصيرة في الأماكن العامة، وجعلها في متناول الجميع عن طريق رمز استجابة مرتبط بالمنصة، متضمنة مكتبة إلكترونية تحتوي على مجموعة كبيرة من القصص القصيرة.
أما المسار الثاني للمبادرة فيأتي بعنوان «سحابة أدب»، وسيُوفر محتوى أدبيا مسموعا «بودكاست وكتب صوتية» باللغتين العربية والإنجليزية في الأماكن العامة التي يقضي فيها الزائر ما لا يقل عن 15 دقيقة، وذلك عبر تسهيل الوصول لمنصة رقمية تضم محتوى أدبيا مسموعا متنوعا في جميع مجالات المعرفة الأدبية، وبقوالب عصرية تم تنفيذها بالتعاون مع شركاء محليين وعالمين.
أماكن المبادرة
وستكون هذه الخيارات القرائية والسمعية متاحة للجمهور في أماكن التنزه العامة، وأماكن الانتظار في مدينة الرياض، ومدينة جدة، والمنطقة الشرقية، على أن تُتاح في المرحلة الثانية من إطلاقها في وسائل سيارات النقل والأجرة للاستماع إلى المحتوى الأدبي في أثناء الرحلة، أما المرحلة الثالثة فستشهد توسعاً للمبادرة على مستوى جميع مناطق السعودية.
وتُمثّل مبادرة «الأدب في كل مكان» جانباً من جهود هيئة الأدب والنشر والترجمة الرامية إلى تعزيز ثقافة القراءة وجعلها نمط حياة لجميع أفراد المجتمع، مع ما يتضمنه ذلك من نشر للمؤلفات والقصص والكتب للمبدعين السعوديين على أوسع نطاق جماهيري، دعماً لانتشار الكتاب والناشر والمترجم السعودي، ولتوسيع أوعية النشر للمستفيد النهائي بما يتواءم مع احتياجات السوق.

### ترجم
مبادرة أطلقتها هيئة الأدب والنشر والترجمة عام 2020 تزامناً مع الاحتفال باليوم العالمي للترجمة (30 سبتمبر)، وتهدف المبادرة لدعم الحراك الترجمة في السعودية، وإثراء المحتوى العربي بالمواد المترجمة ذات القيمة العالية من مختلف اللغات، وتوثيق عرى التبادل الثقافي والمعرفي بين السعودية والعالم. وفي نوفمبر 2023 انطلقت أعمال النسخة الثالثة من ملتقى الترجمة الدولي 2023، الذي تنظمه هيئة الأدب والنشر والترجمة، تحت شعار "محتوى عابر للثقافات"، بمشاركة خبراء محليين وعالميين، لتسلّط الضوء على التواصل الحضاري العالمي من خلال تبادل المحتوى الثقافي، وإبراز أهمية مهنة الترجمة، ودورها البنّاء في ربط الثقافات والحضارات، وذلك بمقر جامعة الملك سعود – مبنى قاعة الاحتفالات والمعارض (طالبات).
وفي ديسمبر 2023 و بدعم من مبادرة "ترجم" التابعة لهيئة الأدب والنشر والترجمة في السعودية وتزامناً مع الاحتفال باليوم العالمي للغة العربية، صدرت الترجمة الإيطالية لكتاب "المعلقات العشر- الشعر العربي قبل الإسلام".

### الشريك الأدبي
أطلقت هيئة الأدب المبادرة في مارس 2021م، وتهدف إلى عقد شراكات أدبية مع المقاهي التي تشارك في ترويج الأعمال الأدبية بشكل مبتكر وأقرب لمتناول المجتمع للمساهمة في رفع الوعي الثقافي بشكل مباشر.
في يونيو 2022، أعلنت هيئة الأدب والنشر والترجمة، النسخة الثانية من مبادرة "الشريك الأدبي"، حيث بلغت الجوائز 900 ألف ريالٍ سعودي. كما أعلنت الهيئة في الحفل الختامي عن فوز 8 مقاهٍ بلقب الشريك الأدبي الأفضل.
في سبتمبر 2023، أعلنت هيئة الأدب والنشر والترجمة عن النسخة الثالثة من مبادرة الشريك الأدبي، حيث تم اختيار 80 مقهًى بمختلف مناطق المملكة، من أصل 190 مقهًى. كما تضاعف عدد الشركاء بنسبة 200% عن النسخة الأولى، و100% عن النسخة الثانية. وفي اختتام النسخة الثالثة ة تم الإعلان عن فوز 12 شريكاً أدبياً، حيث توزعت الجوائز على 9 مقاهٍ مقسمة على 3 مستويات (أ، ب، ج) إضافة لـ 3 جوائز خاصة، حيث بلغت قيمة الجوائز مليون ريال سعودي، وتم اختيار الفائزين بناء على أدائهم خلال فترة المنافسة التي امتدّت لتسعة أشهر، وذلك من ناحية نوعيّة فعاليّاتهم، وجودتها وتنوُّعها وملاءَمتها للزوّار، بمتابعة فريق المبادرة لأداء الشركاء خلال العام، لتفرز النتائج من قبل لجنة تحكيمٍ متخصصة لاختيار الفائزين.

### قافلة الورد
فعالية ثقافية أطلقتها الهيئة في أكتوبر 2021م، وتهدف إلى تعزيز الثقافة الأدبية في المجتمع وجعل الأدب جزء من حياة الفرد، واستقطبت الهيئة نخبة من الأدباء والفنانين والمؤثرين ليكونوا جزء من ذلك العمل الوطني بإثراء المحتوى الخاص بكل فعالية حسب تخصصاتهم، وأقيمت في عدد من مناطق السعودية.

### ملتقى الترجمة
أقيم الملتقى للمرة الأولى في ديسمبر 2021م، ويهدف تسليط الضوء على واقع نشاط الترجمة، والمشاكل والتحديات التي يواجهها المترجمون، وتضمن الملتقى ورش عمل تدريبية لصقل مهارات المتدربين، كما سيصاحب الملتقى معرض للجهات الممارسة للترجمة على المستوى المحلي والدولي.
(4 نوفمبر 2023) انطلاق أعمال النسخة الثالثة من ملتقى الترجمة الدولي 2023، الذي تنظمه هيئة الأدب والنشر والترجمة، تحت شعار "محتوى عابر للثقافات والحضارات"، وذلك بمقر جامعة الملك سعود.

### مُسرّعة أدب الأطفال واليافعين
مبادرة مختصة في مجال أدب الأطفال واليافعين؛ تهدف إلى تمكين عدد 10 شركات ناشئة تعنى بتنمية وتطوير قدرات الأطفال واليافعين في كتابة ورسم ورواية القصص، ومختلف المهارات الأدبية، انطلقت في 20 ديسمبر 2021، وفي يونيو 2022 كرمت هيئة الأدب والترجمة والنشر 10 مشروعات شاركت في المسرعة عملت لأشهر على تطوير نماذج العمل وتحسينها بمساعدة المختصين.

### مُسرّعة أعمال النشر
مباردة أعلنت عنها هيئة الأدب في27 يناير 2022، وتهدف إلى تمكين 20 دار نشر سعودية في مجالات النشر المختلفة الورقي والإلكتروني.

### بابا طاهر
مسابقة أدبية أطلقتها هيئة الأدب في 20 يناير 2022 بهدف تشجيع فئات المجتمع من كبار وأطفال ويافعين على ممارسة الكتابة والتأليف، وتسعى المسابقة إلى تسليط الضوء على أدب الأطفال واليافعين عبر مختلف أنواع الكتابة: (القصة، القصة المصورة (كومكس)، الرواية القصيرة)، وتحمل المسابقة اسم الرمز الوطني والأديب الرائد في أدب الأطفال السعودي طاهر زمخشري.

### برنامج النشر الرقمي
مبادرة تهدف لتشجيع النشر الرقمي للكتب بمسارات متعددة، ومنها مسار رقمنة الكتب الذي يقدم لدور النشر السعودية منحاً لتغطية تكاليف تحويل الكتب الورقية إلى كتب رقمية بصيغ قانونية. ويُقدم مسار التحويل الرقمي للكتب على مراحل بدأت في عام 2021 على أن تنتهي عام 2025، وستكون السنة الأولى خاصة بتحويل الكتب النصية فقط.

### هاكاثون الترجمة
نظمت هيئة الأدب والنشر والترجمة هاكاثون الترجمة في الفترة من 8 إلى 11 أكتوبر 2022 بعنوان «ترجمة الثقافة في عصر الذكاء الاصطناعي: تحديات وحلول»، وشارك فيه 40 فريقاً بإجمالي 120 متسابقاً، ويتكون كل فريق من ثلاثة أفراد متخصصين في مجالات: اللغات والترجمة، والبرمجة وتقنية المعلومات، والتصميم. وتنافس المتسابقون على جائزة 200 ألف ريال.

### الوكيل الأدبي
في ديسمبر 2022 أعلنت هيئة الأدب والنشر والترجمة عن أسماء 9 وكلاء أدبيين، و4 وكالات، ضمن مبادرتها الوكيل الأدبي التي تهدف إلى الترخيص للوكلاء الأدبيين، والوكالات الأدبية، ليكونوا ممثلين للكتاب والمؤلفين، ويتخذوا دور الوسيط بينهم وبين الجهات المستفيدة من نتاجهم الفكري. ومبادرة الوكيل الأدبي مبادرة أعلنت عنها الهيئة في عام 2021.

### قيمة أدبية من السعودية إلى العالم
في فبراير 2023، أطلقت هيئة الأدب والنشر والترجمة، مهرجان الكتاب والقراء، تحت شعار "قيمة أدبية من السعودية إلى العالم"، بالمنطقة الشرقية، خلال المدة من 23 فبراير حتى 11 مارس 2023، حيث شملت 5 مواقع، هي: كورنيش الدمام، وكورنيش الخبر، وكورنيش القطيف، ومعرض الظهران إكسبو، ومركز الملك عبد العزيز الثقافي العالمي "إثراء".

### اليوم العالمي للقصة القصيرة
في 14 فبراير 2023، احتفلت هيئة الأدب والنشر والترجمة باليوم العالمي للقصة القصيرة، الذي يصادف 14 فبراير من كل عام، حيث شملت المبادرة مسارين، هما:
- "ق.ق"، وتعني القصص القصيرة، وهي عبارة عن منصة إلكترونية، تحتضن مجموعةً كبيرةً من القصص.
- "سحابة أدب"، عبر توفير محتوًى أدبيٍّ مسموع باللغتين، العربية والإنجليزية.

### استراتيجيات ترجمة الشعر
في فبراير 2023، نظّمت هيئة الأدب والنشر والترجمة، لقاءً افتراضيًّا بعنوان: "استراتيجيات ترجمة الشعر"، تمَّ فيه مناقشة تاريخ ترجمة الشعر، ومنهجيته، وأثره على التبادل المعرفي والثراء الثقافي. وتم فيه أيضًا، مناقشة مفاتيح الترجمة الشعرية وأبوابها، وما تتضمنه من خطوات، بدايةً من الشذرات والمقاطع والقصائد القصيرة.

### سيرة ذاتية للنشر
أعلنت هيئة الأدب والنشر والترجمة في مارس 2023، ممثلةً بقطاع النشر، وبالتزامن مع معرض الشرقية للكتاب 2023، عن إصداره الورقي والرقمي الجديد، بعنوان "سيرة ذاتية للنشر"، ويلخّص فيه ملامح الصناعة وبوادرها الأولى. حيث يستقصي الكتاب محطات النشر وأشكاله وأدواته، ويرسم مسارًا متطوّرًا بالتوازي مع رحلة النشر، وارتباطها القديم بالإنسان، كونها أهمّ طرق التبادل المعرفي بين الشعوب والحضارات منذ القِدم.

### الإبداع الأدبي
في 6 مايو 2023، أعلنت هيئة الأدب والنشر والترجمة، إطلاق "مسابقة الإبداع الأدبي"، التي تستهدف طلاب الجامعات، لاكتشاف المتميزين في الكتابة الإبداعية، بمختلف المجالات الأدبية. حيث استهدفت هيئة الأدب والنشر والترجمة من خلال هذه المسابقة، إبراز المواهب الأدبية، وتحفيز الإنتاج الأدبي، عن طريق الدعم والتمكين المادي وغير المادي.

### معرض المدينة المنورة للكتاب 2023
في 18 مايو 2023، نظمت هيئة الأدب والنشر والترجمة، معرض المدينة المنورة للكتاب 2023، بمركز الملك سلمان الدولي للمعارض والمؤتمرات بالمدينة المنورة. غطى المعرض مدة 10 أيام، مختلفَ المجالاتِ الأدبية والمعرفية والعلمية، حيث شهد أكثر من 300 دار نشر، محلية وعربية ودولية.

### صناعة المانجا
أطلقت هيئة الأدب والنشر والترجمة، بالتعاون مع شركة مانجا للإنتاج، البرنامجَ التدريبيّ "صناعة المانجا"، الممتد من 12 يونيو 2023 إلى 1 فبراير 2024 في مدينة الرياض، حيث يستهدف البرنامجُ الموهوبين وهواة المانجا. يمر البرنامج بثلاث مراحل ومسابقتين، وتستهدف هيئة الأدب والنشر والترجمة عبر هذا البرنامج، مواكبة الانتشار الواسع لهذا النوع من الصناعة.

### توطين ألعاب الفيديو
في يوليو 2023، ناقشت هيئة الأدب والنشر والترجمة، في لقاء افتراضي مفتوح بعنوان "توطين ألعاب الفيديو"، أهميةَ تعريب هذا المجال، والوقوف على الصعوبات التي تواجه المطوّرين، من حيث سلامة اللغة وصحتها. كما تطرق اللقاء الى مناقشة إدراج لغة "الضاد" في الألعاب، حيث إن الفئة العمرية المناسبة لممارسة ألعاب الفيديو، تبدأ من 3 سنوات إلى عمر غير محدود.

### الدراسات البحثية في أدب الأطفال واليافعين
في سبتمبر 2023، أعلنت هيئة الأدب والنشر والترجمة عن "مبادرة الدراسات البحثية في أدب الأطفال واليافعين"، دعمًا لمجتمع الباحثين، إذْ تحث المبادرة على تفعيل الحِراك البحثي والنقدي.

### معلقة 45
في 16 سبتمبر 2023، أطلقت هيئة الأدب والنشر والترجمة، مسابقةً تلفزيونيةً للشعر العربي، تحت عنوان "معلّقة 45". تُركز المسابقة على ثلاث فئات رئيسة، هي: الشعر الموزون (العمودي - التفعيلة)، والشعر الشعبي، والشعر الحر. وتُعد مسابقة "مُعلّقة 45" أول مسابقة شعرية سنوية من نوعها، تجمع كبرى المؤسسات الثقافية في العالم العربي.

### مهرجان الكتّاب والقرّاء
أقيم في عسير من الفترة 4 إلى 10 يناير 2024 مهرجان "الكتّاب والقرّاء" في نسخته الثانية والذي أقامته هيئة الأدب والنشر والترجمة وسط مركز الأمير سلطان الحضاري في مدينة خميس مشيط للاحتفاء بالثقافة والأدب العربي والعالمي. وقدّم المهرجان برنامجاً ثقافياً شاملاً ينطلق من الأدب إلى مختلف القطاعات الثقافية لتشجيع الزوار على تجربة الأنشطة الإبداعية التي تشمل جلسات حوارية، وقصائد بين الطرق ومنطقة الأطفال والمغامرين الصغار، ومساحة العروض السينمائية، وعروض لفرق الفنون التراثية، وحديقة المطل "الفناء"، وممشى الأدب، والجداريات التي ستزين الممشى بالتعاون مع بلدية محافظة خميس مشيط.

### المختبر السعودي للنقد
في 6 مايو 2024 دشّن وزير الثقافة السعودي الأمير بدر بن فرحان آل سعود، "المختبر السعودي للنقد" بهدف تعزيز المشهد الثقافي السعودي، إذ يعمل كمنصة مرجعية متخصصة بالنقد، وفق معايير مهنية عالية، من أجل تأسيس ممارسات نقدية سعودية رصينة تمتاز بالمهنية العالية. وفي باكورة أعمال المختبر السعودي للنقد وجّه وزير الثقافة بتقديم المختبر لمسار خاص بقراءة نقدية جديدة لأعمال الأمير الراحل بدر بن عبد المحسن، والنظر في الإرث الثقافي الذي أثرى به في الوسط الفني، والحالة الأدبية السعودية الممتدة نحو خمسة عقود من كتابة الشعر بكافة صوره وأغراضه.

## وصلات خارجية
- الموقع الرسمي